# 塩山下粟生野
塩山下粟生野（えんざんしもあおの）は、山梨県甲州市の地名。郵便番号は404-0032。

## 地理
南側に山が有り、農地や住宅地が広がっている。だが、最近は、農業を辞めた家もあり、荒れ地の所もある。
当時は、葡萄を生産していた。
現在では、葡萄の生産地として有名である。

## 歴史
- 1875年（明治8年）2月、下粟生野村、中萩原村、上粟生野村が合併し大藤村が成立。

## 神社
- 栗塚神社
- 山王神社

## 寺院
- 東光山松泉寺

## 交通
- 県道201号線（二本木線）
- フルーツライン

## 大字
- 糀屋
- 清水
- 宮の前